# Derby of Love
Als Derby of Love (teilweise auch in der Schreibweise Dörbi of Love) sind die Begegnungen zwischen den beiden traditionsreichen Wiener Fußballvereinen First Vienna FC und Wiener Sport-Club bekannt. Manchmal findet man stattdessen die Bezeichnung kleines Wiener Derby, diese wird jedoch in den Medien auch für Spiele zwischen anderen Wiener Teams, vor allem der Zweitmannschaften der großen Rivalen Austria und Rapid verwendet.

## Geschichte
Ursprünglich waren beide Vereine (und ihre Anhänger) eher im bürgerlich-konservativen Milieu angesiedelt. Erst seit deren sportlichen und wirtschaftlichen Niedergang ab den 1970er Jahren begann sich diese Situation zu wandeln. In der Saison 2001/02 trafen sie erstmals in der Regionalliga aufeinander. Ab diesem Zeitpunkt begann sich das Derby of Love als solches zu entwickeln. Der Wiener Sport-Club verließ die Liga zum Saisonende in Richtung Erste Liga, die damals die 2. Leistungsstufe bildete, stieg jedoch nach nur einer Spielzeit wieder ab. Eine weitere Unterbrechung für fünf Jahre gab es, als der Vienna in der Saison 2008/09 der Aufstieg gelang. Von 2014 bis 2017 kam es zu weiteren sieben Derbys. Die Insolvenz der Vienna im Jahr 2017, verbunden mit der Versetzung in die 5. Leistungsstufe, beendete die gemeinsame Ligazugehörigkeit bis 2021.

## Besonderheiten
Spätestens seit den 1990er-Jahren kommt der Anhang beider Vereine mehrheitlich aus dem studentisch-linken bzw. teilweise autonomen Umfeld. Die organisierten Fans sowohl der Vienna als auch des Sportclub sprechen sich explizit gegen Rassismus, Sexismus, Homophobie, Diskriminierung und Gewalt aus und befürworten eine positive Fankultur (Support der eigenen Mannschaft ohne Beschimpfung des Gegners). Aus dieser inhaltlichen Überschneidung entwickelte sich im Lauf der Jahre trotz (oder sogar wegen) des oftmaligen Aufeinandertreffens in der gleichen Liga und der geographischen Nähe eine intensive Fanfreundschaft. Diese geht sogar so weit, dass bei Derbys für einige Fans das gemeinsame Feiern oft im Vordergrund gegenüber dem Abschneiden der eigenen Mannschaft steht. Daher ist trotz des großen Zuschauerandranges kein großes Polizeiaufgebot üblich, sogar auf getrennte Eingänge der unterschiedlichen Fangruppen wird verzichtet. An den Kantinen kommt es häufig zu Verbrüderungen zwischen Anhängern beider Teams.

## Rezeption
Das Derby lockt jedes Mal um die 5.000 Besucher oder mehr auf die Hohe Warte bzw. den Sportclubplatz (siehe unten). Diese Zahlen liegen nicht nur deutlich über dem Ligadurchschnitt, sondern ebenso über dem normalen Zuschauerandrang der beiden Traditionsvereine. Das Derby of Love ruft des Weiteren ein großes Medienecho hervor. Neben landesweit erscheinenden Tageszeitungen und Magazinen berichteten auch internationale Medien schon über das Ereignis. Obwohl die Begegnung lediglich in der dritthöchsten Spielklasse stattfand, wurde sie auch im ORF-Fernsehen und von Streaming-Diensten schon übertragen bzw. darüber berichtet. Selbst die freundschaftlichen Begegnungen, die in Zeiten der getrennten Ligazugehörigkeit immer wieder stattfanden, stoßen auf großes Interesse.

## Begegnungen bisher
Die Tabelle beinhaltet nur Begegnungen aus der jüngeren Vergangenheit, seit die Bezeichnung Derby of Love gebräuchlich ist (siehe Abschnitt Geschichte).
| Datum              | Heimmannschaft | Ergebnis | Zuschauer a |
| 9. September 2001  | Sportclub      | 1:0      | k. A.       |
| 30. April 2002     | Vienna         | 0:2      | k. A.       |
| 25. Oktober 2003   | Vienna         | 2:2      | k. A.       |
| 8. Mai 2004        | Sportclub      | 0:1      | k. A.       |
| 17. Oktober 2004   | Vienna         | 3:3      | k. A.       |
| 13. Mai 2005       | Sportclub      | 0:0      | k. A.       |
| 7. Oktober 2005    | Sportclub      | 2:2      | k. A.       |
| 5. Mai 2006        | Vienna         | 0:1      | k. A.       |
| 25. August 2006    | Vienna         | 0:3      | k. A.       |
| 23. März 2007      | Sportclub      | 1:1      | k. A.       |
| 25. Oktober 2007   | Vienna         | 0:1      | k. A.       |
| 23. Mai 2008       | Sportclub      | 2:1      | k. A.       |
| 5. September 2008  | Vienna         | 3:1      | 4.600       |
| 3. April 2009      | Sportclub      | 0:0      | 5.674       |
| 8. Oktober 2013 b  | Sportclub      | 2:1      | k. A.       |
| 22. August 2014    | Vienna         | 0:0      | 5.850       |
| 27. März 2015      | Sportclub      | 3:5      | 7.842       |
| 4. September 2015  | Vienna         | 3:2      | 6.257       |
| 2. April 2016      | Sportclub      | 0:2      | 7.821       |
| 11. November 2016  | Vienna         | 2:0      | 4.950       |
| 1. Mai 2017        | Sportclub      | 1:0      | 7.812       |
| 29. September 2017 | Sportclub      | 1:1      | 6.173       |
| 1. Juni 2018 b     | Vienna         | 2:1      | k. A.       |
| 2. Juni 2019 c     | Sportclub      | 2:3      | k. A.       |
| 15. Oktober 2021   | Sportclub      | 0:3      | 6.554       |
| 27. Mai 2022       | Vienna         | 2:2      | 7.260       |

## Frauenfußball
Beide Vereine betreiben auch Frauenfußball-Sektionen, die bis 2021 gemeinsam in der 2. Frauenliga beheimatet waren. Deren Begegnungen tragen ebenfalls die Bezeichnung Derby of Love und erfahren ebenso wie die Duelle der Männer überdurchschnittliches mediales wie auch Zuschauerinteresse.